# فيكرز المحدودة
فيكرز المحدودة (بالإنجليزية: Vickers Limited) هي تكتل هندسي بريطاني هام، اندمجت لاحقا في فيكرز أرمسترونغس في عام 1927. تأسست في 1828. يقع مقرها في لندن.

## أنظر أيضا
فيكرز A1E1 المستقلة